# Genoa Cricket and Football Club 2003-2004
Questa voce raccoglie le informazioni riguardanti il Genoa Cricket and Football Club nelle competizioni ufficiali della stagione 2003-2004.

## Stagione
La stagione 2003-2004 per i rossoblù inizia vincendo il 9° Trofeo Spagnolo, il Genoa ha ottenuto il quindicesimo posto nella Serie B 2003-2004 ottenendo 55 punti. Il girone di andata è stato mediocre, con solo 22 punti raccolti e in piena zona retrocessione, la stagione è partita con il tecnico Roberto Donadoni, sostituito dopo cinque giornate da Luigi De Canio, nel girone di ritorno c'è stato però il riscatto del grifone, con 33 punti raccolti. Un campionato lungo e stressante, con 46 giornate e 24 squadre partecipanti. Il miglior marcatore genoano di stagione è stato il croato Sasa Bjelanovic autore di 12 reti. In Coppa Italia il Genoa è stato inserito nel gruppo 2, dopo aver giocato e perso la prima (0-1) con il Torino, quasi tutte le squadre di Serie B non sono più scese in campo, per protesta nei confronti della federazione, che ha modificato il format del campionato, portandolo a 24 squadre. Il Genoa che ha ottenuto con la riforma la promozione non ha scioperato, vincendo a tavolino (0-3) con il Livorno e pareggiato (1-1) con il Cesena, che ha così passato il turno con 6 punti, rispetto ai 4 punti del Genoa.

## Organigramma societario
Area direttiva
- Presidente: Enrico Preziosi

Area tecnica
- Allenatore: Roberto Donadoni, poi Luigi De Canio

## Rosa
| N. |                        | Ruolo | Calciatore           |
| -- | ---------------------- | ----- | -------------------- |
| 1  | Paesi Bassi (bandiera) | P     | Oscar Moens          |
| 2  | Italia (bandiera)      | D     | Daniele Gregori      |
| 3  | Italia (bandiera)      | D     | Giovanni Morabito    |
| 4  | Italia (bandiera)      | D     | Matteo Villa         |
| 5  | Italia (bandiera)      | C     | Alessandro Colasante |
| 5  | Italia (bandiera)      | C     | Giovanni Tedesco     |
| 7  | Italia (bandiera)      | C     | Marco Rossi          |
| 8  | Italia (bandiera)      | C     | Luca Cavallo         |
| 9  | Italia (bandiera)      | A     | Stefano Ghirardello  |
| 9  | Argentina (bandiera)   | A     | Diego Alberto Milito |
| 10 | Italia (bandiera)      | A     | Nicola Caccia        |
| 11 | Italia (bandiera)      | A     | Roberto Colacone     |
| 11 | Brasile (bandiera)     | C     | Anderson             |
| 12 | Italia (bandiera)      | P     | Luca Ferro           |
| 13 | Italia (bandiera)      | D     | Giacomo Chini        |
| 14 | Italia (bandiera)      | P     | Danilo Russo         |
| 15 | Italia (bandiera)      | D     | Francesco Baldini    |
| 16 | Italia (bandiera)      | C     | Ivano Della Morte    |
| 17 | Italia (bandiera)      | C     | Davide Cordone       |
| 18 | Italia (bandiera)      | C     | David D'Antoni       |
| 19 | Brasile (bandiera)     | C     | Zé Elias             |
| 20 | Croazia (bandiera)     | A     | Saša Bjelanović      |
| 21 | Francia (bandiera)     | C     | Younes Chaib         |
| 22 | Brasile (bandiera)     | D     | Aldair               |
| 23 | Italia (bandiera)      | D     | Mirko Cudini         |

| N. |                     | Ruolo | Calciatore          |
| -- | ------------------- | ----- | ------------------- |
| 24 | Francia (bandiera)  | C     | Rodrigue Boisfer    |
| 25 | Italia (bandiera)   | P     | Nicola Barasso      |
| 26 | Italia (bandiera)   | A     | Emanuele Volpara    |
| 27 | Italia (bandiera)   | C     | Alessandro Piovesan |
| 28 | Ghana (bandiera)    | D     | Mohammed Gargo      |
| 29 | Italia (bandiera)   | C     | Mario Rebecchi      |
| 30 | Camerun (bandiera)  | D     | Antonio Ghomsi      |
| 31 | Italia (bandiera)   | D     | Paolo Foglio        |
| 32 | Italia (bandiera)   | C     | Alessandro Budel    |
| 33 | Brasile (bandiera)  | D     | Thiago              |
| 34 | Svezia (bandiera)   | C     | Stefan Ishizaki     |
| 70 | Italia (bandiera)   | A     | Gianni Comandini    |
| 73 | Italia (bandiera)   | P     | Alessio Scarpi      |
| 74 | Italia (bandiera)   | D     | Cristian Stellini   |
| 75 | Italia (bandiera)   | P     | Massimo Gazzoli     |
| 78 | Italia (bandiera)   | A     | Gaetano Grieco      |
| 81 | Germania (bandiera) | C     | Giuseppe Gemiti     |
| 82 | Italia (bandiera)   | D     | Angelo Iorio        |
| 85 | Svizzera (bandiera) | C     | Valon Behrami       |
| 86 | Camerun (bandiera)  | D     | Patrice Feussi      |
| 90 | Italia (bandiera)   | D     | Domenico Criscito   |
| 91 | Italia (bandiera)   | C     | Diego Colurcio      |
| 92 | Italia (bandiera)   | D     | Fabio Pisacane      |
| 93 | Italia (bandiera)   | C     | Luigi Rinaldi       |
| 94 | Italia (bandiera)   | A     | Matteo Siligato     |

## Risultati

### Serie B

#### Girone di andata
| Genova 30 agosto 2003, ore 20:30 1ª giornata | Genoa           | 0 – 0 | Treviso | Stadio Luigi Ferraris\| Arbitro: \| Brighi (Cesena) \| |
| Arbitro:                                     | Brighi (Cesena) |       |         |                                                        |

| Arbitro: | Ayroldi (Molfetta) |

|  |           |             |
|  | Marcatori | 44’ Cordone |

| Arbitro: | Romeo (Verona) |

|  |           |            |
|  | Marcatori | 44’ Protti |

| Arbitro: | Farina (Novi Ligure) |

|           |           |  |
| Fuser 83’ | Marcatori |  |

| Arbitro: | Saccani (Mantova) |

|  |           |                            |
|  | Marcatori | 15’, 26’ Pinardi 39’ Budan |

| Arbitro: | Girardi (San Donà di Piave) |

|              |           |  |
| E. Brevi 57’ | Marcatori |  |

| Arbitro: | Girardi (San Donà di Piave) |

|                           |           |  |
| Bjelanovic 61’ Caccia 74’ | Marcatori |  |

| Arbitro: | Tagliavento (Terni) |

|                               |           |                             |
| Pisani 25’ Fantini 45’ (rig.) | Marcatori | 64’ Colacone 82’ Bjelanović |

| Arbitro: | Farina (Novi Ligure) |

|                                                       |           |                         |
| Bjelanović 39’ Mar. Rossi 55’ Zé Elias 75’ Caccia 88’ | Marcatori | 49’ Gorzegno 69’ Poloni |

| Arbitro: | Brighi (Cesena) |

|               |           |            |
| Bjelanović 7’ | Marcatori | 48’ Calaiò |

| Arbitro: | Tagliavento (Terni) |

|                                  |           |  |
| Papa Waigo 9’, 82’ Almirón 90+4’ | Marcatori |  |

| Arbitro: | Dattilo (Locri) |

|              |           |                                      |
| Caccia 45+1’ | Marcatori | 54’ Mascara 71’, 90+3’ G. Delvecchio |

| Vicenza 9 novembre 2003, ore 15:00 13ª giornata | Vicenza            | 0 – 0 | Genoa | Stadio Romeo Menti\| Arbitro: \| Ayroldi (Molfetta) \| |
| Arbitro:                                        | Ayroldi (Molfetta) |       |       |                                                        |

| Arbitro: | Morganti (Ascoli Piceno) |

|                          |           |                                  |
| Graffiedi 11’ Riganò 45’ | Marcatori | 57’ Aldair 62’ (rig.) Bjelanović |

| Arbitro: | Brighi (Cesena) |

|                                |           |                            |
| Bjelanović 48’ Ghirardello 79’ | Marcatori | 15’ Magoni 39’ Moscardelli |

| Arbitro: | Nucini (Bergamo) |

|  |           |                |
|  | Marcatori | 37’ Mar. Rossi |

| Arbitro: | Racalbuto (Gallarate) |

|              |           |            |
| Colacone 56’ | Marcatori | 79’ Corini |

| Arbitro: | Tombolini (Ancona) |

|                                                 |           |  |
| Di Napoli 28’, 65’ Parisi 56’ (rig.) Guzman 78’ | Marcatori |  |

| Arbitro: | Rocchi (Firenze) |

|                |           |             |
| Bjelanović 33’ | Marcatori | 43’ Kutuzov |

| Arbitro: | Girardi (San Donà di Piave) |

|                    |           |  |
| Zola 12’ Suazo 79’ | Marcatori |  |

| Arbitro: | M. Mazzoleni (Bergamo) |

|  |           |                       |
|  | Marcatori | 51’ (rig.) Belingheri |

| Napoli 11 gennaio 2004, ore 15:00 22ª giornata | Napoli            | 0 – 0 | Genoa | Stadio San Paolo\| Arbitro: \| Saccani (Mantova) \| |
| Arbitro:                                       | Saccani (Mantova) |       |       |                                                     |

| Arbitro: | De Santis (Roma) |

|            |           |                |
| Foglio 69’ | Marcatori | 41’ C. Colombo |

#### Girone di ritorno
| Arbitro: | Dattilo (Locri) |

|                |           |  |
| Centurioni 87’ | Marcatori |  |

| Arbitro: | Romeo (Verona) |

|            |           |        |
| Milito 39’ | Marcatori | 3’ Pià |

| Arbitro: | Cassarà (Palermo) |

|                   |           |            |
| Protti 10’ (rig.) | Marcatori | 32’ Caccia |

| Arbitro: | Morganti (Ascoli Piceno) |

|                           |           |               |
| Foglio 29’ Mar. Rossi 70’ | Marcatori | 5’ Tiribocchi |

| Arbitro: | Brighi (Cesena) |

|                |           |  |
| Gautieri 90+4’ | Marcatori |  |

| Arbitro: | Rodomonti (Roma) |

|                                            |           |                |
| Bjelanović 13’, 41’ Caccia 37’ Cordone 57’ | Marcatori | 58’ Borgobello |

| Arbitro: | Nucini (Bergamo) |

|             |           |  |
| De Rosa 83’ | Marcatori |  |

| Arbitro: | Dattilo (Locri) |

|                   |           |  |
| Milito 76’ (rig.) | Marcatori |  |

| Bergamo 12 marzo 2004, ore 20:30 32ª giornata | AlbinoLeffe              | 0 – 0 | Genoa | Stadio Atleti Azzurri d'Italia\| Arbitro: \| Morganti (Ascoli Piceno) \| |
| Arbitro:                                      | Morganti (Ascoli Piceno) |       |       |                                                                          |

| Arbitro: | Paparesta (Bari) |

|                   |           |                     |
| Calaiò 49’ (rig.) | Marcatori | 31’, 44’ Mar. Rossi |

| Arbitro: | Pellegrino (Barcellona Pozzo di Gotto) |

|                                                  |           |                |
| Rossi Mar. 3’ Foglio 45+1’ Milito 68’ Caccia 74’ | Marcatori | 90+2’ Mihalcea |

| Arbitro: | Morganti (Ascoli Piceno) |

|              |           |  |
| Oliveira 88’ | Marcatori |  |

| Arbitro: | Romeo (Verona) |

|                        |           |  |
| Caccia 35’ Cordone 89’ | Marcatori |  |

| Arbitro: | Gabriele (Frosinone) |

|                           |           |            |
| Mar. Rossi 28’ Gemiti 38’ | Marcatori | 50’ Riganò |

| Arbitro: | Romeo (Verona) |

|                               |           |               |
| Aquilani 37’ Villa 53’ (aut.) | Marcatori | 64’ Comandini |

| Arbitro: | M. Mazzoleni (Bergamo) |

|                   |           |                                |
| Foglio 37’ (rig.) | Marcatori | 54’ Corneliusson 81’ Di Vicino |

| Arbitro: | Ayroldi (Molfetta) |

|                               |           |            |
| Toni 5’, 52’ E. Filippini 44’ | Marcatori | 72’ Milito |

| Arbitro: | Paparesta (Bari) |

|                      |           |                        |
| Milito 9’ Caccia 53’ | Marcatori | 52’ Di Napoli 61’ Zoro |

| Arbitro: | Girardi (San Donà di Piave) |

|                         |           |            |
| Ferraresi 62’ Sardo 87’ | Marcatori | 38’ Milito |

| Arbitro: | Farina (Novi Ligure) |

|                                            |           |                           |
| Milito 41’, 85’ (rig.), 90’ Bjelanović 71’ | Marcatori | 46’ Suazo 47’ M. Esposito |

| Arbitro: | Palanca (Roma) |

|           |           |                                   |
| Benin 40’ | Marcatori | 29’ Cordone 53’ Foglio 62’ Milito |

| Arbitro: | Castellani (Verona) |

|                                     |           |                               |
| Bjelanović 48’ G. Grieco 81’ (rig.) | Marcatori | 29’ (rig.) Zanini 75’ Bernini |

| Arbitro: | Carlucci (Molfetta) |

|                                                  |           |                                               |
| Riccio 11’ Tarana 14’ Lucenti 20’ Ambrosetti 57’ | Marcatori | 27’, 37’ Milito 49’ Mar. Rossi 77’ Bjelanović |

### Coppa Italia
| Arbitro: | Cruciani (Pesaro) |

|  |           |                |
|  | Marcatori | 10’ Tiribocchi |

| Livorno 26 agosto 2003 2ª giornata | Livorno | 0 – 3 Non disputata per forfait del Livorno | Genoa | Stadio Armando Picchi |

| Arbitro: | Rizzoli (Bologna) |

|               |           |              |
| Confalone 45’ | Marcatori | 54’ Colacone |